# Hemeroblemma vates
Hemeroblemma vates är en fjärilsart som beskrevs av Achille Guenée 1852. Hemeroblemma vates ingår i släktet Hemeroblemma och familjen nattflyn. Inga underarter finns listade i Catalogue of Life.